# Mélinne D'Oria
Mélinne Jeanne Martine D'Oria (in arabo ميلين‎?; Drancy, 7 agosto 2001) è una calciatrice algerina con cittadinanza francese, centrocampista del Le Mans e della nazionale algerina.

## Carriera

### Club
Cresciuta nel Paris Saint-Germain e nel VGA Saint-Maur, con la quale debutta in seconda serie francese, nel 2023 si trasferisce al Nantes.
Debutta con il club gialloverde già alla prima giornata di campionato, il 17 settembre 2023, giocando da titolare la gara in trasferta vinta per 3-5 contro l'Albi Marssac.
Alla 4ª giornata, nel 5-0 inflitto al Metz segna la sua prima rete con il Nantes; mentre il 19 novembre successivo, all'esordio in coppa di Francia, segna una doppietta nel 0-12 inflitto allo Châteauroux.
A fine stagione totalizza 19 presenze tra tutte le competizioni e contribuisce attivamente alla prima promozione del club in Première Ligue.
Nonostante ciò, non viene riconfermata nella rosa della stagione successiva e, il 3 settembre 2024, si trasferisce al Le Mans. Debutta con le mancelles il 15 settembre 2024, in occasione della prima giornata di Seconde Ligue.

### Nazionale
Nata in Francia, decide di rappresentare l'Algeria, paese dei genitori.
Nel settembre 2023 riceve la prima convocazione in nazionale maggiore da parte del commissario tecnico Farid Benstiti, in occasione di un doppio incontro di qualificazione alla coppa d'Africa contro l'Uganda.
Nonostante ciò, debutta solo il 4 dicembre successivo, subentrando all'82º minuto a Marine Dafeur nella vittoria di misura per 1-0 della sua nazionale contro il Burundi.
Partita che tra l'altro sancisce la qualificazione della nazionale algerina alla edizione 2024 del massimo torneo continentale africano per nazioni, per la quale in seguito viene anche convocata.

## Statistiche

### Presenze e reti nei club
Statistiche aggiornate al 14 luglio 2025.
| Stagione              | Squadra               | Campionato            | Campionato | Campionato | Coppe nazionali | Coppe nazionali | Coppe nazionali | Coppe continentali | Coppe continentali | Coppe continentali | Altre coppe | Altre coppe | Altre coppe | Totale | Totale |
| Stagione              | Squadra               | Comp                  | Pres       | Reti       | Comp            | Pres            | Reti            | Comp               | Pres               | Reti               | Comp        | Pres        | Reti        | Pres   | Reti   |
| --------------------- | --------------------- | --------------------- | ---------- | ---------- | --------------- | --------------- | --------------- | ------------------ | ------------------ | ------------------ | ----------- | ----------- | ----------- | ------ | ------ |
| 2019-2020             | VGA Saint-Maur        | D2                    | 1          | 0          | CF              | 0               | 0               | -                  | -                  | -                  | -           | -           | -           | 1      | 0      |
| 2020-2021             | VGA Saint-Maur        | D2                    | 4          | 0          | CF              | 0               | 0               | -                  | -                  | -                  | -           | -           | -           | 4      | 0      |
| 2021-2022             | VGA Saint-Maur        | D2                    | 14         | 0          | CF              | 0               | 0               | -                  | -                  | -                  | -           | -           | -           | 19     | 0      |
| Totale VGA Saint-Maur | Totale VGA Saint-Maur | Totale VGA Saint-Maur | 19         | 0          |                 | 0               | 0               |                    | -                  | -                  |             | -           | -           | 19     | 0      |
| 2023-2024             | Nantes                | D2                    | 15         | 1          | CF              | 4               | 2               | -                  | -                  | -                  | -           | -           | -           | 19     | 3      |
| 2024-2025             | Le Mans               | SL                    | 19         | 2          | CF              | 1               | 0               | -                  | -                  | -                  | -           | -           | -           | 20     | 2      |
| 2025-2026             | Le Mans               | SL                    | 0          | 0          | CF              | 0               | 0               | -                  | -                  | -                  | -           | -           | -           | 0      | 0      |
| Totale Le Mans        | Totale Le Mans        | Totale Le Mans        | 19         | 2          |                 | 1               | 0               |                    | -                  | -                  |             | -           | -           | 20     | 2      |
| Totale carriera       | Totale carriera       | Totale carriera       | 53         | 3          |                 | 5               | 2               |                    | -                  | -                  |             | -           | -           | 58     | 5      |

### Cronologia presenze e reti in nazionale
| Cronologia completa delle presenze e delle reti in nazionale ― Algeria | Cronologia completa delle presenze e delle reti in nazionale ― Algeria | Cronologia completa delle presenze e delle reti in nazionale ― Algeria | Cronologia completa delle presenze e delle reti in nazionale ― Algeria | Cronologia completa delle presenze e delle reti in nazionale ― Algeria | Cronologia completa delle presenze e delle reti in nazionale ― Algeria | Cronologia completa delle presenze e delle reti in nazionale ― Algeria | Cronologia completa delle presenze e delle reti in nazionale ― Algeria |
| Data                                                                   | Città                                                                  | In casa                                                                | Risultato                                                              | Ospiti                                                                 | Competizione                                                           | Reti                                                                   | Note                                                                   |
| ---------------------------------------------------------------------- | ---------------------------------------------------------------------- | ---------------------------------------------------------------------- | ---------------------------------------------------------------------- | ---------------------------------------------------------------------- | ---------------------------------------------------------------------- | ---------------------------------------------------------------------- | ---------------------------------------------------------------------- |
| 4-12-2023                                                              | Algeri                                                                 | Burundi                                                                | 0 – 1                                                                  | Algeria                                                                | Qual. Coppa d'Africa 2024                                              | -                                                                      | 82’                                                                    |
| 24-2-2024                                                              | Algeri                                                                 | Algeria                                                                | 2 – 0                                                                  | Burkina Faso                                                           | Amichevole                                                             | -                                                                      | 70’                                                                    |
| 29-6-2025                                                              | Blida                                                                  | Algeria                                                                | 1 – 0                                                                  | RD del Congo                                                           | Amichevole                                                             | -                                                                      |                                                                        |
| 10-7-2025                                                              | Casablanca                                                             | Tunisia                                                                | 1 – 0                                                                  | Algeria                                                                | Coppa d'Africa - 1º turno                                              | -                                                                      | 90’                                                                    |
| Totale                                                                 |                                                                        | Presenze                                                               | 4                                                                      |                                                                        | Reti                                                                   | 0                                                                      |                                                                        |